# Aeroportul Municipal Page
Aeroportul Municipal Page (IATA: PGA, ICAO: KPGA, FAA LID: PGA) este un aeroport din Arizona, Statele Unite ale Americii ce deservește zona Page⁠(d). Aeroportul a fost tranzitat în 2019 de 83.158 de pasageri. A fost numit după zona deservită.
Situat la o altitudine de 1.316 m, aeroportul dispune de 2 piste.

## Infrastructură

### Piste
Aeroportul dispune de 2 piste. Pista 07/25 are suprafața de asfalt și dimensiunile 2.201 picioare × 75 picioare. Pista 15/33 are suprafața de asfalt și dimensiunile 5.950 picioare × 150 picioare. 